# 老北味酒
老北味酒是遼寧省瀋陽市法庫縣大孤家子镇出产的一种白酒，源于1891年瓜尔佳氏后人关守印创立的“关家烧锅”，当时主要为当地富豪和官员服务，产量不大；其子关凤阁于1923年继承酒坊后虽曾扩张，但之后酒坊因故关闭。改革开放后，关凤阁之子关云龙、孙关长久在当局扶持下于1988年重操旧业，新张初期因厂址曾用法库县五龙泉酒厂之名，后改为老北味酒业。老北味酒以满族传统泥窖石锅酿造工艺酿制而成，有大曲浓香型白酒和小曲清香型白酒之分，泥窖用于酿制浓香型，石锅由于酿制清香型，以传统木制酒海洞藏贮存酿造而成。